# Ageladas
Ageladas (Oudgrieks: Ἀγελάδας) van Argos was een Grieks beeldhouwer aan het eind van de 6e en het begin van de 5e eeuw v.Chr.
Hij maakte een uit vele beelden van paarden en krijgsgevangen vrouwen bestaand ex voto voor de Tarentijnen te Delphi. Darvan is het voetstuk gedeeltelijk bewaard. Ook verscheidene bronzen beelden voor zegevierende atleten en godenbeelden worden hem toegeschreven.
Volgens bepaalde bronnen zou Ageladas de leermeester van Myron, Polycletus en Phidias geweest zijn.
- Gemeinsame Normdatei: 1095271180
- Union List of Artist Names: 500070188
- Virtual International Authority File: 96170197
- WorldCat: E39PBJwHdmwrPt3CPTFJXmWJjC